# Sesamia poephaga
Sesamia poephaga là một loài bướm đêm trong họ Noctuidae.